# 年维泗
年维泗（1933年5月11日—），祖籍河北抚宁，出生于北京，中国男子足球运动员、教练员，毕业于北京人文大学。

## 生平
年维泗出生于书香世家，其父是毕业于燕京大学，长期担任汇文中学校长的年景峰。1951年，就读于北京育英中学高一时，其父被定罪为贪污罪犯被逮捕，家中失去经济来源，被迫辍学改踢足球。1951年12月，第一届全国足球大会在天津举行，成为大会选出的中华全国体育总会中央体训班足球队30名队员之一，这只足球队被视为新中国第一支国家足球队。1952年3月司职国家青年队替补前锋。以控球技术熟练，善于组织进攻而著称。1954年4月随中国青年足球队赴当时世界顶级强队匈牙利学习。1955年10月，入选中国国家队。1957年冲击瑞典世界杯，在缅甸仰光被印尼队以0比0逼和，失利。1958年，年被评为“全国十佳足球运动员”第二名，仅次于张宏根。1960年，因为在与白俄罗斯队的比赛中被对方守门员扑倒，左腿胫骨、腓骨开放粉碎性骨折而被迫退役。
退役后，1961年在国家青年队（国家二队）和国家队担任助理教练。1963年任湖南足球队主教练，并作为临时主教练带国家队参加了新兴力量运动会。1965年7月正式出任国家队主教练，1966年率队参加亚洲新兴力量运动会，获得第二名，仅以1-2负于在1966年世界杯足球赛中打入八强的朝鲜国家足球队。文化大革命爆发，国家足球队被迫解散，未能参加之后举行的世界杯预选赛，年也被认为是荣高棠走狗，被下放为锅炉工四年。1970年后复职，1976年率队参加在伊朗举办的亚洲杯足球赛，获第三名后离职，1978年又一次出山，带队获得曼谷亚运会铜牌后离职。1980年第五次担任国家队主教练，率队参加奥运会预选赛，结果在占尽优势的情况下0-1负于新加坡国家足球队而被淘汰，引咎辞职。1981年任国家体委训练局副局长兼中国足协副主席。1985年5月19日，中国队在世界杯预选赛上意外地在主场北京1-2负于香港足球代表队，惨遭淘汰，引发球迷骚乱，被称为“五·一九”，在此情况下，年临危受命再度担任主教练一职，1987年他再度辞职。
1988年4月，年维泗出任中国足协主席，1992年因为国家足球队屡战屡败而引咎辞职。此后，年担任了三年中国棋院党委书记。此后，年退休在家。